# 西奧爾巴尼 (紐約州)
西奧爾巴尼（英語：West Albany）是位於美國紐約州奧爾巴尼縣的非建制地區。

## 歷史
西奧爾巴尼的郵局於1862年設立，其後於1956年停運。

## 地理
西奧爾巴尼所處的海拔為高於海平面61米（即200英呎），而該地所採用的時區為UTC-5，即北美东部时区（EST）。同時該地設有夏令時間，為UTC-5調快一小時，即UTC-4（EDT）。